# 비르팅거 부등식 (실함수)
해석학에서 비르팅거 부등식은 푸리에 해석에서 사용되는 부등식이다. 빌헬름 비르팅거의 이름을 따서 명명되었다. 등주부등식을 증명하기 위해 1904년에 사용되었다. 밀접하게 관련된 다양한 결과는 오늘날 비르팅거 부등식으로 알려져 있다.

## 정리

### 첫 번째 형태
주기가 {\displaystyle 2\pi }인 주기함수 {\displaystyle f\colon \mathbb {R} \to \mathbb {R} }가 연속 함수이고 {\displaystyle \mathbb {R} } 전체에 걸쳐 연속 도함수를 가지며 다음을 만족한다고 하자.
{\displaystyle \int _{0}^{2\pi }f(x)\,dx=0.}
그렇다면 다음 부등식이 성립한다.
{\displaystyle \int _{0}^{2\pi }f'^{2}(x)\,dx\geq \int _{0}^{2\pi }f^{2}(x)\,dx}
이 부등식에서 등식이 성립할 필요충분조건은 어떤 {\displaystyle a}, {\displaystyle b}에 대하여 {\displaystyle f(x)=a\sin x+b\cos x}인 것이며, 이는 어떤 {\displaystyle c}와 {\displaystyle d}에 대하여 {\displaystyle f(x)=c\sin(x+d)}인 것과 동치이다.
비르팅거 부등식의 이 형태는 최적의 상수에 대한 1차원 푸앵카레 부등식이다.

### 두 번째 형태
이와 관련된 다음 부등식도 또한 비르팅거 부등식이라고 한다. (Dym & McKean 1985) {\displaystyle f}가 {\displaystyle f(0)=f(a)=0}을 만족하는 {\displaystyle {\mathcal {C}}^{1}} 함수일 때마다
{\displaystyle \pi ^{2}\int _{0}^{a}|f|^{2}\leq a^{2}\int _{0}^{a}|f'|^{2}}
이 형태의 비르팅거 부등식은 프리드리히의 부등식의 1차원 꼴과 같다.

### 증명
두 부등식의 증명은 비슷하다. 다음은 첫 번째 형태에 대한 증명이다. 디리클레의 조건이 충족되므로 다음과 같이 쓸 수 있다.
{\displaystyle f(x)={\frac {1}{2}}a_{0}+\sum _{n\geq 1}\left(a_{n}{\frac {\sin nx}{\sqrt {\pi }}}+b_{n}{\frac {\cos nx}{\sqrt {\pi }}}\right),}
게다가 {\displaystyle f}의 적분이 소멸하기 때문에 {\displaystyle a_{0}=0}이다. 파르스발 항등식에 의해
{\displaystyle \int _{0}^{2\pi }f^{2}(x)dx=\sum _{n=1}^{\infty }(a_{n}^{2}+b_{n}^{2})}
이며
{\displaystyle \int _{0}^{2\pi }f'^{2}(x)\,dx=\sum _{n=1}^{\infty }n^{2}(a_{n}^{2}+b_{n}^{2})}
두 급수의 항에 대하여 부등식하므로 원하는 부등식을 얻는다. 등식이 성립하는 경우는 모든 항이 같은 경우, 즉 모든 {\displaystyle n\geq 2}에 대하여 {\displaystyle a_{n}=b_{n}=0}인 경우이다.

## 참고 문헌
- Dym, H; McKean, H (1985), 《Fourier series and integrals》, Academic press, ISBN 978-0-12-226451-1
- Paul J. Nahin (2006) Dr. Euler's Fabulous Formula, page 183, Princeton University Press ISBN 0-691-11822-1
- Komkov, Vadim (1983) Euler's buckling formula and Wirtinger's inequality. Internat. J. Math. Ed. Sci. Tech. 14, no. 6, 661–668.